# 康定棱子芹
康定棱子芹（学名：Pleurospermum prattii）为伞形科棱子芹属的植物，为中国的特有植物。分布于中国大陆的四川等地，生长于海拔3,500米的地区，常生长在河滩及山坡草地，目前尚未由人工引种栽培。